# نیروی هوایی لیبی
نیروی هوایی لیبی (عربی: القوات الجوية الليبية) نیروی هوایی زیرمجموعه نیروهای مسلح لیبی است، که فعالیت خود را از سال ۱۹۶۲ آغاز کرد.